# Вінстон (округ, Алабама)
Шаблон:StateAbbr_ 34°08′57″ пн. ш. 87°22′29″ зх. д. / 34.149166666667° пн. ш. 87.374722222222° зх. д.
Округ Вінстон (англ. Winston County) — округ (графство) у штаті Алабама США. Ідентифікатор округу 01133.

## Історія
Округ утворений 1850 року.

## Демографія
За даними перепису 2000 року
загальне населення округу становило 24843 осіб, зокрема міського населення було 4030, а сільського — 20813.
Серед мешканців округу чоловіків було 12166, а жінок — 12677. В окрузі було 10107 господарств, 7286 родин, які мешкали в 12502 будинках.
Середній розмір родини становив 2,89.
Віковий розподіл населення поданий у таблиці:
| Стать    | До 15 років | 15-21 | 22-29 | 30-39 | 40-49 | 50-65 | 65-85 | Понад 85 |
| -------- | ----------- | ----- | ----- | ----- | ----- | ----- | ----- | -------- |
| Чоловіки | 2477        | 1138  | 1215  | 1901  | 1720  | 2275  | 1343  | 97       |
| Жінки    | 2402        | 1046  | 1190  | 1837  | 1730  | 2379  | 1799  | 294      |

## Суміжні округи
- Лоуренс — північ
- Каллмен — схід
- Вокер — південь
- Меріон — захід
- Франклін — північний захід

## Виноски
1. ↑  American FactFinder. Бюро перепису населення США. Архів оригіналу за 26 лютого 2012. Процитовано 31 січня 2008.
2. ↑  Oregon: Population of Counties by Decennial Census: 1900 to 1990 — Бюро перепису населення США (англ.)
3. ↑  http://factfinder2.census.gov
4. ↑  Архівована копія. Архів оригіналу за 11 серпня 2012. Процитовано 4 червня 2012.{{cite web}}:  Обслуговування CS1: Сторінки з текстом «archived copy» як значення параметру title (посилання)